# Крокшево
Крокшево (рос. Крокшево) — присілок у Гатчинському районі Ленінградської області Російської Федерації.
Населення становить 1 особу. Належить до муніципального утворення Сяськелевське сільське поселення.

## Географія
Населений пункт розташований на південній околиці міста Санкт-Петербурга.

## Історія
Згідно із законом від 16 грудня 2004 року № 113—оз належить до муніципального утворення Сяськелевське сільське поселення.

## Населення
| 1838 | 1848 | 1862 | 1997 | 2006 | 2007 | 2010 |
| ---- | ---- | ---- | ---- | ---- | ---- | ---- |
| 33   | ↘27  | ↘19  | ↘0   | →0   | ↗1   | ↗4   |
| 2012 | 2013 | 2017 |      |      |      |      |
| ↘1   | →1   | →1   |      |      |      |      |